# Ckvara
Ckvara nebo Arsaul nebo Primorskoje (abchazsky Цәкәара nebo Арсаул nebo Приморск, gruzínsky პრიმორსკოე – Primorskoe) je vesnice v Abcházii, v okrese Gudauta na pobřeží Černého moře. Leží přibližně 7 km východně od okresního města Gudauta a těsně přiléhá ze západní strany k městu Nový Athos. Obcí protéká stejnojmenný potok. Obec sousedí na západě s Kulanyrchvou, na severu s Aacy, Abgarchukem a s Anchvou, na východě s Novým Athosem. Ckvaru protíná silnice spojující Rusko se Suchumi a nachází se zde také železniční zastávka.
Oficiálním názvem obce je Vesnický okrsek Ckvara (rusky Цкуарская сельская администрация, abchazsky Цәкәара ақыҭа ахадара). Za časů Sovětského svazu se okrsek jmenoval Arsaulský selsovět nebo Primorskij sesovět (Арсаульский сельсовет / Приморский сельсовет).
Součástí obce Ckvara jsou tyto okolní vesničky: Adzchapš (Аӡхаҧш), Akydra (Ақыдра), Anycha Zkchu (Аныха Зқәу), Apsyžra Achu (Аҧсыжра ахәы), Aca Achu (Аца ахәы), Ačačba Ibna (Ачачба Ибна), Ačanva (Аҷануа), Ačyrcha (Аҽырха), Kantaria (Қанҭариа), Msru (Мсры), Čačišta / Ačačba Jašta (Чачышҭа / Ачачба иашҭа).

## Historie

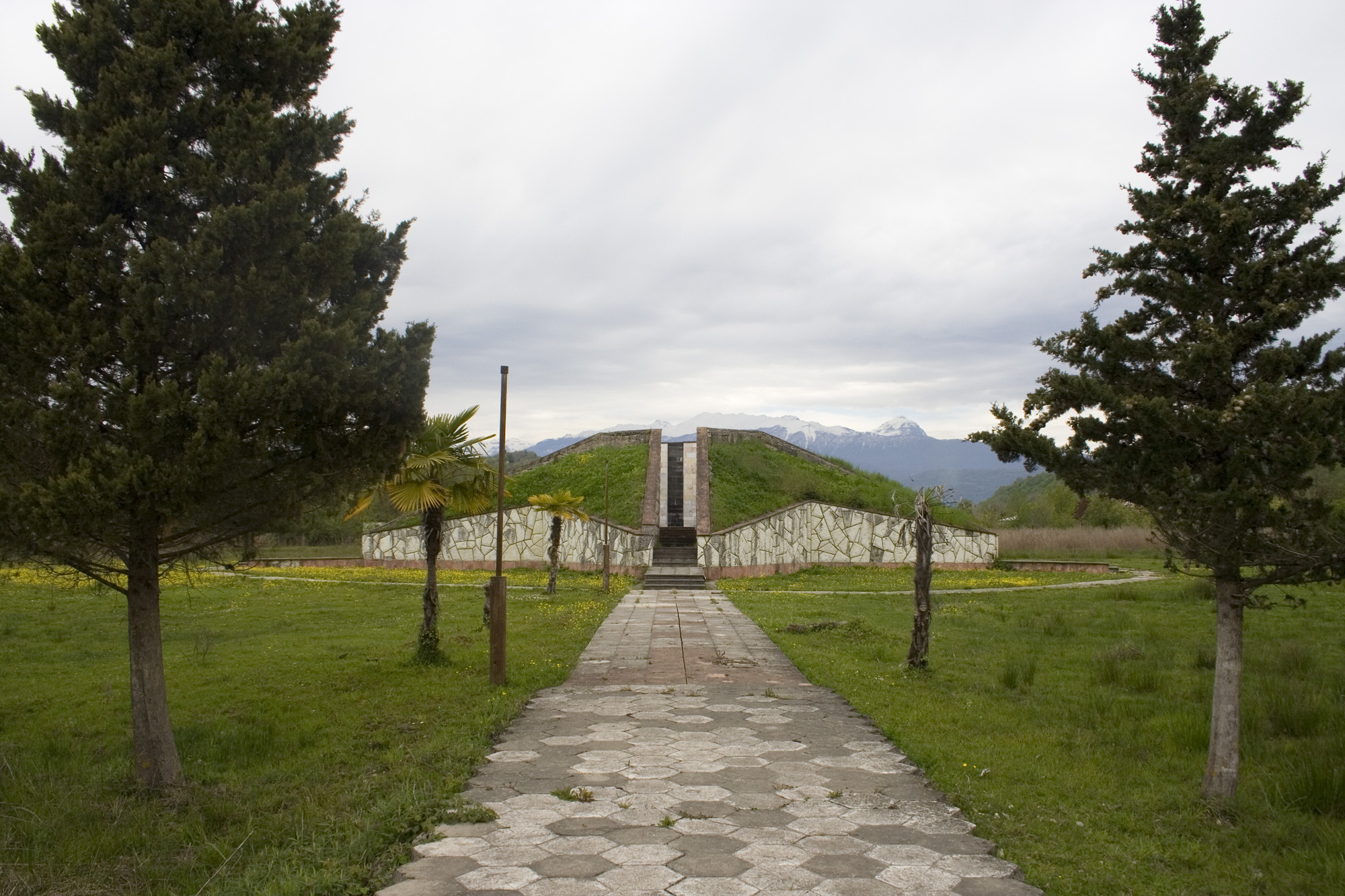
Památník s věčným ohněm ve Ckvaře

Od druhé poloviny 19. století do roku 1925 se tato obec jmenovala oficiálně Petropavlovskoje. V té době zde byla stejnojmenná ruská pevnost a z obce byla většina abchazských rodin vystěhována v rámci mahadžirstva do Osmanské říše. Do konce 19. století byla obec osídlena převážně Rusy a Ukrajinci, pozvanými k dosídlení liduprázdné oblasti. Od začátku 20. století zda prudce vzrostl podíl obyvatelstva arménského původu, které prchalo před genocidou. V téže době se do tehdejšího Petropavlovsku z Turecka vrátily i některé abchazské rodiny. V letech 1925 až 1948 byla přejmenována na Primorskoje a v letech 1948 do 1967 nesla gruzínský název Gogidckari. Od roku 1967 se obci říká Arsaul. Po válce v Abcházii přejmenovaly abchazské úřady obec na Ckvara, ačkoliv se nadále používají i názvy Primorskoje a Arsaul.
Ve Ckvaře se vedle radnice kousek od hlavní silnice nachází velký pomník ve tvaru pěticípé hvězdy s věčným ohněm, připomínající památku padlých sovětských vojáků. 
V současnosti je v obci umístěna vojenská základna abchazské armády a 2. srpna 2017 zde v odpoledních hodinách došlo k velkému výbuchu v muničním skladu. Exploze zabila dvě ruské turistky a zranila 64 dalších osob, z nichž 27 byli další ruští turisté a 37 místních obyvatel.

## Obyvatelstvo
Dle nejnovějšího sčítání lidu z roku 2011 je počet obyvatel této obce 1384 a jejich složení následovné:
- 828 Arménů (59,8 %)
- 416 Abchazů (30,1 %)
- 106 Rusů (7,7 %)
- 34 ostatních národností (2,4 %)

Před válkou v Abcházii žilo v obci bez přičleněných vesniček 721 obyvatel. V celém Arsaulském selsovětu žilo 2516 obyvatel.